# 城山町 (三浦市)
城山町（しろやまちょう）は、神奈川県三浦市にある地名。丁目の設定のない単独町名。住居表示実施済み区域。

## 地理
三浦市の南西部に位置し、東に栄町、南東に諏訪町、南に三崎、西に東岡町、北に天神町と接している。

## 世帯数と人口
2023年（令和5年）9月1日現在（三浦市発表）の世帯数と人口は以下の通りである。
| 町丁   | 世帯数  | 人口  |
| ------ | ------- | ----- |
| 城山町 | 277世帯 | 580人 |

### 人口の変遷
国勢調査による人口の推移。
| 年                 | 人口  |
| ------------------ | ----- |
| 1995年（平成7年）  | 1,176 |
| 2000年（平成12年） | 1,057 |
| 2005年（平成17年） | 900   |
| 2010年（平成22年） | 804   |
| 2015年（平成27年） | 704   |
| 2020年（令和2年）  | 623   |

### 世帯数の変遷
国勢調査による世帯数の推移。
| 年                 | 世帯数 |
| ------------------ | ------ |
| 1995年（平成7年）  | 414    |
| 2000年（平成12年） | 396    |
| 2005年（平成17年） | 370    |
| 2010年（平成22年） | 349    |
| 2015年（平成27年） | 318    |
| 2020年（令和2年）  | 298    |

## 学区
市立小・中学校に通う場合、学区は以下の通りとなる（2022年12月時点）。
| 番・番地等 | 小学校             | 中学校             |
| ---------- | ------------------ | ------------------ |
| 1～6番     | 三浦市立三崎小学校 | 三浦市立三崎中学校 |
| 7～25番    | 三浦市立岬陽小学校 | 三浦市立三崎中学校 |

- 7〜25番は調整区域。届出により三崎小学校への就学が可能です。

## 事業所
2021年（令和3年）現在の経済センサス調査による事業所数と従業員数は以下の通りである。
| 町丁   | 事業所数 | 従業員数 |
| ------ | -------- | -------- |
| 城山町 | 36事業所 | 521人    |

### 事業者数の変遷
経済センサスによる事業所数の推移。
| 年                 | 事業者数 |
| ------------------ | -------- |
| 2016年（平成28年） | 31       |
| 2021年（令和3年）  | 36       |

### 従業員数の変遷
経済センサスによる従業員数の推移。
| 年                 | 従業員数 |
| ------------------ | -------- |
| 2016年（平成28年） | 100      |
| 2021年（令和3年）  | 521      |

## 施設
- 三浦市役所

## その他

### 日本郵便
- 郵便番号 : 238-0235[3]（集配局 : 三浦郵便局[15]）。